# ローランド・アルフォンソ
ローランド・アルフォンソ（Roland AlphonsoあるいはRolando Alphonso、1931年1月12日 - 1998年11月20日）は、主にジャマイカで活躍したテナーサクソフォーン奏者。
あだ名はローリー。ジャマイカからチーフ・ミュージシャンの勲章をもらい、サインする際には必ずそれを書き込んでいた。

## 生涯
ローランド・アルフォンソはキューバのハバナで生まれた。アルフォンソが2歳の時、ジャマイカ人の母と共にジャマイカに移住、その後ストーニー・ヒル・インダストリアル・スクールに入学し、サクソフォーンを学ぶ。
1948年、エリック・ディーンズ・オーケストラ（Eric Dean's Orchestra）に入団するために学校を去ったアルフォンソは、他のバンドと様々なホテルで演奏しながら、1952年にババ・モッタ（Baba Motta）のグループのメンバーとして初のレコーディングをした。
1950年代中期ほどに、クルエット・ジョンソン（Cluett Johnson）のバンド、Clue J & The Blues Blastersに参加したアルフォンソは、コクソン・ドッドの下、ジャマイカ式R&Bのセッションを数多く行う。1960年にはデューク・リード、ロイド・マタドール・デリー、そしてキング・エドワーズのような、様々なプロデューサーとレコーディングをした。この時期、ジ・アレイ・キャッツ、ザ・シティ・スリッカーズ、アーベリー・アダムス&ザ・デュー・ドロッパーズ、他多くのバンドで演奏している。1963年、数ヶ月をバハマのナッソーで過ごした後、ザ・スタジオ・ワン・オーケストラの創設の一員となり、新たにオープンしたコクソンのレコーディングスタジオのバンドとして初のセッションを行う。そしてこのバンドはまもなく「ザ・スカタライツ」と名付けられた。
数年後の1965年8月にザ・スカタライツは解散、アルフォンソはジョニー・ムーア、ジャッキー・ミットゥ達とザ・ソウル・ブラザーズを創設する。1973年には自らの名を冠したファーストアルバムをスタジオ・ワン・レーベルからリリースした。
1970〜1990年代の間に、ジャマイカのスタジオでの、特にバニー・リーとの仕事や、多くのバンドとのツアーを行い、非常に多くのレコードをリリースしている。また、ジャマイカ政府からOfficer of the Order of Distinction (OD) を1980年に授与され、米国へのツアーを開始する。アルフォンソは1983年のスカタライツ再結成時にも参加、1998年に死去するまでの間、コンスタントにツアーやレコーディングを行っていた。